# 2002年の文学
2002年の文学（2002ねんのぶんがく）は、2002年（平成14年）の文学についてまとめた記事である。

## できごと
- 1月16日 - 第126回芥川龍之介賞・直木三十五賞（2001年下半期）の選考委員会開催。
- 2月10日 - 「三島由紀夫文学館」で、三島が少年時代に書いた童話『仔熊の話』が発見され公開される[1]。
- 6月25日 - 社会思想社が事業停止[2]。
- 6月29日 - 「三島由紀夫文学館」で、三島が少年時代に書いた小説『白拍子』が発見され公開される[3]。

## 賞

### 芥川賞・直木賞
第126回（2001年下半期）
- 芥川賞 - 長嶋有『猛スピードで母は』
- 直木賞 - 山本一力『あかね空』、唯川恵『肩ごしの恋人』

第127回（2002年上半期）
- 芥川賞 - 吉田修一『パーク・ライフ』
- 直木賞 - 乙川優三郎『生きる』

### その他の賞
- 谷崎潤一郎賞（第38回） - 該当作なし
- 泉鏡花文学賞（第30回） - 野坂昭如 「文壇」およびそれに至る文業

## 2002年の本

### 小説
- 宇江佐真理 『斬られ権佐』（集英社）
- 小川洋子 『貴婦人Aの蘇生』（朝日新聞社）
- 角田光代 『空中庭園』（文藝春秋）
- 小池真理子 『狂王の庭』（角川書店）、『夜の寝覚め』（集英社）
- 大道珠貴 『裸』(文藝春秋)
- 高橋源一郎 『官能小説家』（朝日新聞社）
- 谷村志穂 『海猫』（新潮社）
- 中山可穂 『花伽藍』（新潮社）
- 松井今朝子 『非道、行ずべからず』（マガジンハウス）
- 村上春樹 『海辺のカフカ』（新潮社）
- 矢川澄子 『受胎告知』（新潮社）
- 横山秀夫 『半落ち』（講談社）
- 重松清『きよしこ』（新潮社）

### その他
- 大野晋 『日本語の教室』（岩波新書）
- 内田樹 『「おじさん」的思考』（晶文社）、『寝ながら学べる構造主義』（文春新書）
- 笠原和夫、荒井晴彦、絓秀実 『昭和の劇―映画脚本家笠原和夫』（太田出版）
- 河野多惠子 『小説の秘密をめぐる十二章』（文藝春秋）
- 高橋秀実 『からくり民主主義』（草思社）
- 橋本治 『「三島由紀夫」とはなにものだったのか』（新潮社）
- 藤本和子 『リチャード・ブローティガン』（新潮社）
- 町山智浩 『映画の見方がわかる本』（洋泉社）

## 死去

### 1月 - 3月
- 1月13日 - 斎藤澪奈子、日本の著述家・タレント。45歳没。
- 1月16日 - いぬいとみこ、東京府出身の児童文学作家。77歳没。
- 1月17日 - カミーロ・ホセ・セラ、スペインの作家。85歳没。
- 1月21日 - 岸武雄、岐阜県出身の児童文学作家。89歳没。
- 1月27日 - 上野瞭、京都府出身の児童文学作家。73歳没。
- 1月28日 - アストリッド・リンドグレーン、スウェーデンの児童文学作家、編集者。代表作に『長くつ下のピッピ』がある。94歳没。
- 2月19日 - ヴァージニア・ハミルトン、米国の児童文学作家。65歳没。
- 3月11日 - 古山高麗雄、朝鮮出身の小説家。81歳没。
- 3月21日 - トマス・フラナガン、米国の文学研究者・小説家。78歳没。

### 4月 - 6月
- 4月27日 - ジョージ・アレック・エフィンジャー、米国のSF作家。55歳没。
- 5月29日 - 矢川澄子、日本の作家・詩人・翻訳家。71歳没。
- 6月6日 - 永野藤夫、福島県出身のドイツ文学者。
- 6月12日 - ナンシー関、青森県出身の版画家・コラムニスト。39歳没[4]。
- 6月24日 - 高橋康也、日本の英文学者・翻訳家。70歳没。

### 7月 - 9月
- 9月21日 - ロバート・L・フォワード、米国のSF作家・物理学者。70歳没。
- 9月24日 - 鮎川哲也、日本の小説家。83歳没。
- 9月28日 - 坂本一亀、福岡県出身の編集者。80歳没。

### 10月 - 12月
- 10月14日 - 日野啓三、東京府出身の小説家。73歳没。
- 10月21日 - 笹沢左保、東京府出身の小説家。71歳没。
- 10月23日 - 山本夏彦、東京市出身の随筆家。87歳没。
- 12月12日 - 笠原和夫、東京市出身の脚本家。75歳没。